# 賢い犬リリエンタール
『賢い犬リリエンタール』（かしこいけんリリエンタール、SUPER DOG RILIENTHAL）は、葦原大介による日本の漫画。『週刊少年ジャンプ』（集英社）において、2009年42号から2010年23号まで連載された。全32話。
しゃべることのできる犬・リリエンタールと、リリエンタールを弟として迎えた日野兄妹を描いたストーリー漫画。サイエンス・ファンタジーやコメディの要素も含まれている。サブタイトルは、前半が人物名、後半がリリエンタールが引き起こす不思議な出来事や、話のメインとなる人物名などで、接続詞は「と」となる（例：賢い犬リリエンタールとあかいかいだん）。低年齢層の読者を意識してか、様々な用語に丁寧な解説が付く場合がある。
連載前の2008年51号に読切版が掲載された。その読切版は単行本3巻に収録されている。単行本1巻は通常のジャンプ・コミックスより1話多く収録され、通常より20円高い440円で発売された。また、単行本4巻では、特に最終話に関して大幅な加筆修正が加えられており、本誌未掲載の最終話から半年後を舞台にしたエピローグも掲載されている。

## あらすじ
日野兄妹の2人のもとへ、海外に離れて暮らしている両親から｢あなたたちの弟と一緒に日本に帰ります｣という手紙が来る。弟が来ることを楽しみにしていた日野兄妹だったが、2人の前にやってきたのは、リリエンタールと名乗る犬だった。しかも賢い犬リリエンタールは、人のこころに反応し、ぼんやり光ってまわりにふしぎなことを起こす変な犬だったのだ。今日もリリエンタールのふしぎな力により、日野家に騒動が起こる。リリエンタールは無事にりっぱな日野家の弟になれるのだろうか？

## 登場人物

### 日野家
リリエンタールが暮らす家。両親は研究のため不在で、兄妹で暮らしていた。1話でリリエンタールが家族に加わったほか、後にリリエンタールによって現れたごむぞうとマリーも一緒に暮らすようになる。
日野リリエンタール（Rilienthal HINO）
本編の主人公。日野家の「弟」。
4歳。11月30日生まれ、くじら座、身長46cm、好きな食べ物はバナナと兄の作る料理、苦手な食べ物はにがいものとからいもの。
日野兄妹の両親から送られてきた謎の生命体。弟という名目で庭崎町の日野家に居候することになる。しかしてつこはリリエンタールを弟として認めていないので、日野家のりっぱな弟になるべく修行をする。小型犬の姿をしていて、後ろ足で二足歩行し、喋ることができ、とても礼儀正しく賢い。しかし知能は幼稚園児レベルで、言葉は勉強中なので「はじめてまして」「おねがいます」「ありがとうごます」など、たまに怪しい言い回しになったり、周囲の人間が言った言葉をそのまま使用することもある。「RD-1」と呼ばれ、謎の組織に狙われている。
リリエンタールのふしぎな力は、人の心に反応して、まわりに「ふしぎなこと」を起こす。「ふしぎなこと」とは、生命体を生み出したり、空間を作り上げたり、人を別の場所へ飛ばしたりと様々で、そのことが起こる鍵となった心を持っている人が気絶すると消える。人の心に反応するとき、リリエンタールはぼんやりと光を放つ（明るい日なたなどにいればわからない程度）。ふしぎなことが起こっている間に壊れたものなどは、ふしぎなことが終わると同時に修復される。
ふしぎなことの範囲や強さなどは、鍵となった心、気持ちの強さに比例している。そのため、表層意識で願ったことや思ったことなどは何人かがイメージをひとつにしなければ思い通りの「ふしぎなこと」を起こすことはできない。深層意識での願いや思考はリリエンタールの力が強く反応して、たった1人でも「ふしぎなこと」を起こすことができるものの、深層意識であるため制御は難しく、暴走することも多々ある。
リリエンタールのふしぎな力によって生まれた生命体は「イメージ体」と呼ぶ。#リリエンタールの力で現れた者たちを参照。
日野てつこ（ひの てつこ）
日野家の妹。
11歳。1月11日生まれ、かぎ座のA型、身長138cm、好きな食べ物はアイスとトンカツとひき肉のカレー。苦手な食べ物はない。
がんこで気むずかしいが、根は素直でやさしい子であり、年下に対する面倒見はいい。弟のはずなのに人間ではなく犬だったリリエンタールを初めは「ふつうじゃない」という理由から激しく拒絶したが、彼と彼の能力に関わるうちに徐々に理解を深めていく。カンフーが達者で、その実力は達人級。毎日6時間近く鍛錬し、週に一度は裏山の向こうに住むおじいさんの家へ稽古に行っている。指でレンガに穴を空ける事が出来るらしく、チェス勝負を挑んできた紳士たちに対し代替案としてレンガ穴あけ競争を提案していた。頭脳勝負は苦手。
幼いころは父親と共に海外のジャングルでサバイバル生活をしており、8歳の時に日本の学校に転入。はじめは問題なくクラスに溶け込んですごしていたが、あるときサバイバル生活での習慣からカブトムシの幼虫をクラスメイトの前で食べてしまい、避けられるようになってしまった。「冗談だった」で誤魔化そうとしたが通じず、自分の失敗と友達がいなくなったトラウマで追い詰められた彼女は、やがて不登校になる。一連のできごとがきっかけで彼女は「ふつう」「みんなと同じ」という事に極端にこだわり、「変わってる」「おかしい」ことに強い嫌悪や拒否感を示すようになった。
日野・兄（ひの あに）
日野家の兄。
15歳。7月23日生まれ、ぺんぎん座のB型、身長168cm、好きな食べ物は野菜全般と焼き魚とみそ汁。苦手な食べ物はない。両親同様、本名（下の名前）は不明で、作中のテロップでも「日野・兄」としか紹介されていない（作者曰く「アキラ」という候補があったらしい）。
妹とは対照的に楽観的な性格で、リリエンタールのこともすんなり受け入れた。自分が誘拐されても家族の晩ごはんの心配をし、誘拐犯が翌日家に現れても朝ごはんをふるまう懐の広さがある。てつこ曰く「変人」っぽさは親譲りらしい。もの作りに関して第一級の腕を持ち、ドライバーで機械などを瞬間解体できる能力がある（マンティスに至っては瞬間組立も披露した）。リリエンタールのために、特製の自転車「フライヤー号」を作ったこともある。
幼いころは母親と共に海外の大学の研究室で暮らしており、学生たちにかわいがられてのびのびと育った。学長の勧めで大学に入学、飛び級で卒業済み。現在週に二回は仕事に出かけている（おそらく「なじみの工場」というのが職場）。日野家の家事担当であり、実は彼の発明の特許使用料で日野家の家計は支えられている。
ごむぞう
#リリエンタールの力で現れた者たちを参照。
おばけのマリー
#リリエンタールの力で現れた者たちを参照。
日野父（ひの ちち）
てつこと兄の父。「学者であり科学者であり冒険野郎」とされているが、本人は回想シーンでしか作中に登場していない。
3年ほど前まで海外のジャングルでてつこと一緒にサバイバル生活をしていた。リリエンタールが研究施設にいた頃、こっそりバナナを差し入れするなど親身に接していて、必ずここから出すと約束していた。その後研究施設からリリエンタールを奪取し、日本の日野兄弟のもとへ送る。リリエンタールには「はかせ」と呼ばれている。
てつこの小学校時代の回想を見るに、兄の大らかな性格は主に父親似と思われる。
日野母（ひの はは）
てつこと兄の母。「学者であり科学者であり天才発明家」とされているが、本人は回想シーンでしか作中に登場していない。
三年ほど前まで海外の大学の研究室で兄と一緒に生活していた。リリエンタールのいた研究施設で日野父とともにリリエンタールに関わり、リリエンタールとよくお菓子を半分こしていた。リリエンタールには「ははうえ」と呼ばれている。
日野家のご近所ではどんな変なことをやっても「博士のやることなら」と納得されてしまう日野夫妻だが、「宇宙船を作って土星まで行っても信じる」と言われているのはおそらく母のほう。

### 春永家
日野家のお隣さん。
春永雪（はるなが ゆき）
日野家の隣人で、てつこの同級生。春永桜の双子の姉。
12歳（小学六年生）。4月18日生まれ、はやぶさ座のAB型、身長143cm、好きな食べ物はりんごと甘いものと春巻き。苦手な食べ物は内臓系と牛タン。
てつこを怪談で怖がらせるのが生き甲斐。基本的に面白ければなんでも受け入れる、明るい小悪魔ガール。悪いことを考えているときは左右の髪の毛がにょっきり角のように立つ。組織の首領との戦いのときに、魔女カナリーナから魔力を与えられた。日野・兄に対し好意をもっているらしい描写がたびたびある。
春永桜（はるなが さくら）
てつこの同級生。春永雪の双子の弟。
12歳（小学六年生）。4月18日生まれ、はやぶさ座のA型、身長162cm、好きな食べ物は鍋とそうめんと和菓子。苦手な食べ物は骨のある魚料理。
ゆきとは反対に物静か。大人顔負けのクールでドライな発想力を持ち、事件が起こったときにはその論理的な思考力で事象を分析・推理してくれる。読書家で毎週本屋に通っている。常に冷静であるため、突き放したように見える態度をとることもあるが、ひとりぼっちの幽霊を気にかけるなど、その性格は冷たいわけではない。てつこが不登校になったあともゆきと共にてつことは良き友人であり、てつことその家族を変だと言ったうさみを諫めた。組織の首領との戦いの後、神堂令一郎じきじきに神堂グループにスカウトされたが、明確な返答はしていない。
もともとは「ゆきの兄」という設定だった。

### リリエンタールの力で現れた者たち
さかな
絵本「せんすいかんくじら号」に登場するさかな。「うみのそこにすむおそろしいかいぶつ」であると思われる。
リリエンタールたちの乗ったバスがサングラス組にバスジャックされた際に、同乗していた女の子の心がリリエンタールのふしぎな力に反応して生まれた。バスを噛み砕くほど強いあごの力を持つ。女の子の「こわい」という気持ちを鍵にしていたため、女の子が怖がるほどにその数を増やして絵本を埋め尽くしたが、女の子が安心することで消えていった。
「リリエンタールとあんこくまじん」において再登場し、このときはリリエンタールのてつこを助けたいという心に反応して生まれた。てつこを攻撃しようとするあんこくまじんを一時は押さえ込んだが、力の強まったあんこくまじんによって消滅させられてしまった。
吉良・ライトニング・光彦
#ちょんまげ騎士を参照。
ごむぞう
魔女ワリーゼ・カナリーナの風船兵士。魔女の所での名は風船兵士13号。
光彦を追ってテレビの世界から日野家へやってきた。風船らしく、栓を開けて空気を抜くとしぼんで何も出来なくなる。戦いの後、リリエンタールに拾われて日野家に残る。息を吹き込んだ者の命令に従うので、こちらの世界ではリリエンタールに従順。通常形態の他、「ながいうまモード」と呼ばれる形態へ変化し速く走ることも可能。｢モギュー｣としか言葉は発せないが、一応こちらの言う事は理解出来る。洗濯物を干すなど、日野家の家事の手伝いもしている。あんこくまじんからてつこたちを守るため盾となり割れてしまったが、リリエンタールが魔女カナリーナに修理と頼みに行き、後に復活した。
スーパーうちゅうねこ
リリエンタールが描いた絵をもとにして現れた猫。:8月6日生まれ、ぺんぎん座、体長30cm～360cm、好きな食べ物はきゅうり（きゅうり以外食べたことがない）。
エリート組にたきつけられて日野家を偵察に来ていたアキラの不安な心がリリエンタールの力に作用し、具現化した。
血も涙もない虎から逃れた後、アキラに拾われて組織に内緒で飼われることになる。エリート組が仕掛けていた盗撮機によりその存在がバレるも、シュバインに目を掛けられ、そのまま彼の部屋でかくまわれる。シュバインからは「ねこさん」と呼ばれるなど、彼の相談役になっているようである。自身の大きさを自在に操る、透明になれる、壁にとけこんで隠れられる、目から「おやすみビーム」を放つなど、様々な能力を持つ。これらの能力は、リリエンタールがうちゅうねこの絵に「うちゅうねこは～ができる」と書き加える事により身につけられる。「好物がきゅうり」という設定はマリーによって後から追加された。また、リリエンタールの「とてもかしこいりっぱなねこだったら…？（うちゅうねこを家に置いてもいいか）」という考えによって、現在の知性と礼儀正しさが付与されたものと思われる。
リリエンタールの力で現れた者達の中で唯一リリエンタールと面識が無かったが、組織の首領に掴まった後に、同じく攫われてきたリリエンタールと初対面する事となる。
後に日本地区統括支部長となったシュバインにより、彼の専属護衛兼特別参謀に任命される。
血も涙もない虎
てつこが描いた絵をもとにして現れた虎。
元々はリリエンタールがスーパーうちゅうねこを描いたのでてつこも描こうとしたのだが、下手すぎて猫なのかどうか微妙だったため「リリエンタールのスーパーうちゅうねこを食べるために生まれた血も涙もない虎」ということにされた最強生物。うちゅうねこをより上回る能力とパワーでうちゅうねこ（と巻き添えを喰ったアキラ）に襲い掛かるも、最後はてつこが虎の絵を丸めて捨てたため消滅した。
おばけのマリー
リリエンタール達が幽霊船で出逢った幽霊の少女。人形のシャーロットを肌身離さず持っている。
9月30日生まれ、みかづき座のAB型、身長96cm、好きな食べ物はお菓子と兄の作る料理。苦手な食べ物はカニ。
100年前、嵐に遭遇し乗員乗客が脱出した船にただ一人残され、餓死して幽霊となった。幽霊となった彼女は、自分が死んだということも幽霊になったということも自覚しないまま、淋しさから船や船の近くに来た人間を船に引き込んでいた。彼女には害意はなかったが、船には食料がなかったため引き込まれた人間は皆餓死してしまった。その一連の話が怪談として誇張されたものをさくらが聞き、「100年もさまよっている幽霊を助けてやりたい」と思ったことがリリエンタールの力に作用して、さくらとてつこ、リリエンタールは幽霊船の出現する海域に飛ばされ、彼女と出会うことになる。さくらによって自分がもう死んでいることを教えられた彼女は、いったんは消えそうになったが、リリエンタールに引き留められて日野家に一緒に住むことになる。後に3階にマリーとシャーロットの部屋ができた。
さわった対象を幽霊にすることができる。生物は、本体ごと幽霊になって壁をすり抜けたり浮いたりできる。無生物は、実体はそこに残したまま別に幽体だけを取り出すことができる。食べ物から幽体を取り出せばマリーが食べることができて、取り出された跡の食べ物は味が薄くなる（ような気がする）。幽霊にされたものは日光を浴びると元に戻る。
あんこくまじん
「賢い犬リリエンタールとあんこくまじん」で登場した巨人。自動車をミニカーのように掴んで放り投げるほど大きく、体を液状に変化させることもできる。リリエンタールとてつことさくらが本屋へ出かけた時に出現しててつこたちを襲い、町を巻き込んで大暴れした。
てつこに攻撃を仕掛けてきたことから、はじめはうさみ（のてつこに対する嫉妬）が根源であるかと思われていたが、実際にはてつこの自己嫌悪を原因として出現していた。てつこの自己嫌悪が高まるほど凶暴化する。てつこの自己嫌悪はトラウマを原因とした根深いものであったため、てつこはその場ではあんこくまじんを制御することができず、リリエンタールがあんこくまじんに対して意識を飛ばすことで消滅させた。
最終決戦の際には、あんこくまじんの神聖版が登場し（連載版とコミック版では登場の仕方が異なる）、てつこの制御のもとで黒服の組織の首領を「まじんけんぽう」によって撃破した。

### 黒服の組織
首領（ボス）
黒服の組織の頂点に立つ白服の男。
70近い老人のはずだが、作中に登場する際にはRD-0の力を使い、イメージ体に記憶と人格を移し変えて若返っている。また空間を自由に移動したりするなど、RD-0の能力を自在に操り超人的な能力を有している。RD-0とRD-1を融合させて、完全に現実化能力を我が物にしようとしたが、てつこたちや黒服たち、リリエンタールが今まで具現化したイメージ体たちの攻勢に敗れ去る。神堂令一郎とオリガを証人にし、シュバインに組織の首領の座を譲り渡して消滅した。

#### 管理官
シュバイン
リリエンタールを狙う黒服の組織の管理者（マネージャー）。
26歳。1月15日生まれ、かぎ座のB型、身長180cm、好きな食べ物はかけうどんとざるそばとお茶漬け。苦手な食べ物はチョコレート。14歳の頃から組織で働いている。仕事で違法なことは散々やっているが根っからの悪人ではなく、上に立つ者としての気概にあふれた公平で冷静な大人。つねにタバコをくわえている。
基本的には組織の人間だが、首領のあまりの人間離れした様子を目の当たりにし、かつて尊敬していた首領と組織の向かおうとしている所に疑問を持ち、アキラと共に日野家に向かう事を決意する。同時にエリート組を首領の所へスパイとして送り込むなど完全に首領と敵対する事となった。首領との戦いの後は、首領就任を固辞し、日本地区統括支部長に就任した。

#### サングラス組
アキラ
黒服の組織の構成員。実行部隊であるサングラス組のリーダー。
19歳。5月4日生まれ、ねこ座のA型、身長176cm、好きな食べ物はチーズハンバーグとオムライスとカレー。苦手な食べ物はかぶとだいこん。銃を持ちたいという理由から、知り合いの銃マニアの紹介（？）で組織に入った。射撃の腕はかなりのものだが、銃を持っていない（もしくは弾が切れる）ととたんにダメな感じになる。彼がネクタイを結べないため、サングラス組は皆ネクタイ止めを使用することになった。
第1話で、リリエンタール捕獲のためにバスジャックをするが、リリエンタールのふしぎな力とてつこの拳に屈した。一度警察に捕まって組織の力で釈放された後、リリエンタールを狙って単独日野家を訪れ、スーパーうちゅうねこと出会う。組織のアジトの部屋で隠れてねこを飼ううちに情が移り、実験や解剖をされたらという懸念からシュバインに報告せずにいたところをエリート組に「組織への裏切りでは」と告発される。その後シュバインに相談してねこはシュバインに保護されることになるが周囲には隠されたままで、龍之介には「アキラは妖怪を飼っている」と認識されていた。
スーパーうちゅうねこに対して強い愛着を持っており、ねこが首領に攫われた際には、シュバインに待機を命じられたにもかかわらず隠れてついていき、銃を携えねことともに首領との戦いに貢献した。
首領との戦いの後、スーパーうちゅうねことともにシュバインを補佐する立場となった。
ジョー
黒服の組織の構成員。サングラス組に所属。黒髪で長身の男。
23歳。おおかみ座のO型、好きな食べ物は卵かけごはんと明太子。苦手な食べ物は特にない。五人兄弟の長男で、実家の弟たちの学費を稼ぐために組織に入った。
ケンジ
黒服の組織の構成員。サングラス組に所属。金髪でやや背の低い男。
21歳。くじら座のA型、好きな食べ物はピザとジャンクフード。苦手な食べ物はセロリ。自転車屋の息子で、家業を継ぐのが嫌だったため組織に入った。

#### エリート組（ボンボン組）
ピエトロ
黒服の組織の構成員。エリート組に所属。
22歳。2月1日生まれ、かえる座のA型、身長177cm、好きな食べ物はあんこ系のお菓子とみそラーメン。苦手な食べ物はパイナップル。就職した会社が組織に関係していて、紹介もしくはスカウトによって組織に入った。
アキラのネクタイ止めにカメラを仕込んで勝手に人間偵察機に仕立てたりもするが、叱られたら素直に反省したり、相方が調子にのって無茶しても笑って付き合うなど、基本的にいい奴。曾孫に看取られて死ぬのが夢らしい。
一時は首領のRD-1奪取に加担し、シュバインを裏切ったものと思われていたが、実はシュバインからの「本部の動きを捕捉しろ」という指令に従って動いていた。名前発覚前の通称はボンボン白。
龍之介（りゅうのすけ）
黒服の組織の構成員。エリート組に所属。
19歳。11月22日生まれ、とけい座のO型、身長173cm、好きな食べ物はカルボナーラとグラタンとクリームコロッケ、苦手な食べ物は豆類。大学の先輩が組織の構成員で、紹介もしくはスカウトによって組織に入った。
野心家で実行力があり、過程がどうあろうと結果が得られればいいという考えを持っている。シュバイン（とピエトロ）に止められたにも関わらず、アキラを強硬手段で追い詰め、うちゅうねこのおやすみビームで撃退された。その後、勝手な行動のペナルティとしてシュバインにトイレ掃除を言いつけられる。懲りてはいないが、ペナルティのトイレ掃除にピエトロを巻き込んだことは悪いと思っているらしい。
一時は首領のRD-1奪取に加担し、シュバインを裏切ったものと思われていたが、実はシュバインからの「本部の動きを捕捉しろ」という指令に従って動いていた。名前発覚前の通称はボンボン黒。

#### 紳士組
紳士ウィルバー
黒服の組織の構成員。紳士組に所属（もともとはヨーロッパ支部に所属）。
年齢不明。12月3日生まれ、くじら座のB型、身長181cm、好きな食べ物は紅茶とサンドイッチの他なんでも好き。苦手な食べ物はない。
常に気品のある話し方と礼儀正しい振る舞いで「紳士である」ことに何よりもこだわっている。日野・兄を誘拐し、代わりにRD-1を渡すようリリエンタールとてつこの元を訪れた。公平な条件で相手と取引することを望み、一方的に要求を通すのは紳士的でないと勝負を仕掛けてきたが、単にチェス勝負をする口実だったのかもしれない。紳士として約束は破らず、女子供とは戦えない。打たれ弱い故にケンカもできない（本人曰く「ケンカではだれにも勝てない自信がある」）。しかし自分より弱いものに勝つことで優越感に浸るなど子供っぽい部分もある。チェスは初心者で弱く、誰にも勝ったことがなかった。日本にはリリエンタール以外の友達がいないらしい。
戦いの後リリエンタールの「ライバル」として日野家に出入りし、組織の情報を教えてくれるようになった。しかしオリガによって暴露されてしまい、ロン毛と共に組織を追われ、日野家に厄介になることになる。後に居所はシュバインに知れたが、組織に戻ったのかどうかは不明で、紳士は今も日野家に住んでいる。
読み切り版では、リリエンタールが日野家に来る前にいた研究所の人間にRD-1奪取を依頼された「紳士強盗ウィルバー」として登場。ビジュアルと性格は全く同じ。
ローライズ・ロンリー・ロン毛
黒服の組織の構成員。紳士組に所属するウィルバーの部下。
年齢不明。6月6日生まれ、うさぎ座のO型、身長183cm、好きな食べ物はマーボー豆腐と酢豚の他なんでも好き、苦手な食べ物はない。世間一般からややピントのずれたウィルバーのフォロー兼ツッコミ役を務めている。チェスが得意で、リリエンタールやウィルバーにも教えている。リリエンタールからは「ししょう」と呼ばれる。ほぼ名前通りの外見をもつキャラクター。ウィルバーとは逆に質素な生活を好み、遠慮深い面もある（日野家での食費の問題に関してはてつこのやさしさを信じる）。バスの運転、アコーディオンの演奏などもできる。その外見に反して、作中の男性陣の中ではごむぞう、ライトニング光彦に次ぐ腕っ節の強さを持つ（イメージ体を除けば男性陣最強）。戦いの中でも武器を持っていないので体術メインなのかもしれない。
読み切り版にも登場しており、ビジュアルやウィルバーの部下であることなどは変わらないが性格が若干異なる。

#### 神堂組
神堂令一郎（しんどう れいいちろう）
黒服の組織の特別技術顧問。技術開発が主の新鋭企業・神堂グループの創設者。
14歳。10月25日生まれ、とけい座のO型、身長160cm、好きな食べ物は握り寿司（えび、玉子）とクロワッサンと柿。苦手な食べ物はトマト（克服中）。海外の大学を飛び級で卒業し、わずか11歳で会社を興したという天才児。
プライドが高く、自分の仕事には絶対の自信を持っている。日野・兄とは数年前、時期がずれていたため顔を合せた事はなかったものの同じ大学に在籍した経緯があり、卒業時に教授たちに彼のことを聞かされた。それ以後、他人と比較されたことのなかった自分よりも「才能は上」と評価されていた日野・兄を勝手にライバル視している。
リリエンタールを組織から保護するため、また日野・兄との勝負のために自作の個人乗用飛行機（思考操縦・攻撃機能付き）マンティスを駆って日野家に襲来したが、兄とてつこにあっさり反撃され、会議の時間が迫ったため帰って行った。その後壊した建物を無償で修理してやるなど、何かと気を使っている。
オリガ
令一郎の付き人。黒服の組織のヨーロッパ支部の大幹部の娘。
18歳。9月3日生まれ、おおかみ座のAB型、身長166cm、好きな食べ物はグレープフルーツと鶏肉とサーモン。苦手な食べ物はハム、ベーコン、ねぎ、イカ、タコ、乳製品全般。
令一郎に絶対的な忠誠を誓っていて、彼に刃向かう者には容赦なく制裁を加える。固定鋲（アンカーニードル）付きのワイヤーで敵を捕縛するほか、関節技などの体術にも優れる。令一郎のことが好き。

### ちょんまげ騎士
吉良・ライトニング・光彦
「ちょんまげ騎士」に登場する王国の騎士。
年齢不明。7月17日生まれ、つるぎ座のA型、身長190cm、好きな食べ物はささみの天ぷらとフィナンシェ、苦手な食べ物は特にない。実家で犬を飼っていたことがある。
で、。武士のようなちょんまげに、西洋の騎士のような鎧という、独特なスタイルをしている。
兄の心がリリエンタールのふしぎな力に作用して、テレビの世界から日野家へやってきた。その直後、光彦の後を追ってテレビから出てきた敵（後のごむぞう）に襲撃され、リリエンタールの勇敢な行動で命拾いをする。光彦はお礼を言って帰って行ったが、ちょんまげ騎士世界とこちらの世界は今も「異界への門」（TVモニター）で繋がっていて、リリエンタールや光彦が「異界への門よ開け」と念じれば互いに行き来できる。
リリエンタールの「わたくしめが！（胸にこぶしをあてるポーズも含む）」「かんにんしたまえ」などの時代がかった言葉は彼の影響が強いと思われる。キメ技は「秘剣ライトニングイナズマ」。
音羽・スーパーソニック・山彦（おとわ・スーパーソニック・やまひこ）
「ちょんまげ騎士」世界の住人。吉良・ライトニング・光彦の一歳下の従弟で、彼の良きライバル。「普段は八割の力で女性の尻を追いかけ回す遊び人だが、有事の際には王国随一と言われる剣の実力を持って敵を討ち払う」とのことだが、本人は作中に登場していない。女性のお尻を触るときには手袋を外す、生粋のセクハラ剣士。カナリーナが光彦のことを好きだと知っている。別名「音速の2.5枚目」。
ワリーゼ・カナリーナ
「ちょんまげ騎士」世界に存在する魔女。ごむぞうを創った人物。
400歳。10月1日生まれ、みかづき座のA型、身長161cm、好きな食べ物はチョコの実とロールケーキとスイカ。苦手な食べ物はいも類。
吉良・ライトニング・光彦と同じでもある。もともとはおとなしい少女だったが、恋のおまじないを研究しているうちに才能に目覚め、一流の魔女になってしまった。自分の命を大樹と同化させていて、その樹が枯れない限り彼女は生き続けるという。
光彦のことが好きで、様々な力押しの手段（例：城の者全員をひつじに変えて言うことをきかせようとする）を講じては光彦を自分のものにしようとしているが、尽く失敗に終わっていて、好意が伝わってすらいない。人間の100人や200人くらい意のままにできるほど強い魔力の持ち主だが、彼女なりの恋愛の理想があるようで、惚れ薬や魔法で操るといった方法はとらない。恋人いない歴は年齢に同じ。
コンフォニー
カナリーナの部下のキツネ。

### その他
早乙女（さおとめ）
日野博士の研究員。日野兄妹とは以前から面識がある。第1話でリリエンタールを連れてきた。
てつこの担任の先生
25歳。第2話で、登校拒否をしているてつこに面談するため日野家に家庭訪問に訪れたが、赤い階段騒動で長時間放置され、泣いて帰ってしまった。卒業式でも泣いていた。
宇佐美文（うさみ あや）
てつこの元クラスメイト。おダンゴ頭の女の子（卒業式では下ろしていた）。てつこには「うさみちゃん」と呼ばれている。
11歳。2月17日生まれ、かえる座のA型、身長141cm、好きな食べ物はおでんとお好み焼き。苦手な食べ物はレバー。父親は書店を経営している。大学に勤める母親の代わりに台所を取り仕切っていて、料理は並みの主婦よりも上手い。
さくらに片思いしており日々仲良くなろうとアプローチしていたが、さくらとてつこの仲を誤解して嫉妬心を募らせるあまり、てつことその家族を「変」と罵ってしまい、さくらに諫められた。あんこくまじんの一件で反省して謝罪し、その後てつことも和解した。
本作と世界観を共有している葦原の次作『ワールドトリガー』に、『実家が書店で料理上手の妹がいる』宇佐美栞（うさみ しおり）というキャラクターが存在しており、うさみの姉である可能性が高い。
金小沢（かねこざわ）
令一郎の秘書。人の良さそうな老人。

## 用語
RD-1（アールディーワン）
リリエンタールの公称。極秘の研究物の片割れ。RDとはリアライズデバイス（現実化装置）の略で、RD-0とRD-1の一対の物体から成る。「発見」された物なのか「開発」された物なのかは不明。
「人の意識・心を現実世界に作用させる」装置で、その強大な力を悪用される事を恐れた科学者たちによって二つは別々に隠された。RD-0と切り離された後、RD-1は生命を与えられて追手の目を欺き、行方を眩ませていた。それがリリエンタールである。その後、とある研究施設にいたが黒服の組織に見つかり、奪取される直前に日野博士が日野家へ送った。日野博士夫妻が最初の研究の段階から関わっていたのか、分けられて隠されていた研究所からの付き合いなのかは不明。
RD-0（アールディーゼロ）
極秘の研究物の片割れ（リリエンタールの兄弟）。RD-1と切り離された後にヨーロッパのある場所に厳重に封印され、その後見つかったのか黒服の組織の物になる。首領によって単独で酷使されすぎて、少々ガタがきている。首領がRD-1の奪取を急いだのはこのためである。首領との戦いの後、リリエンタールが連れて帰ろうとしたが力尽きて崩壊し、リリエンタールに吸収されてひとつになり、RDとして完全体に戻った（と思われる）。
黒服の組織
RD-1を狙う謎の組織。世界的規模の組織らしいが、正式名称も活動内容も不明。ウィルバーのかつての上司曰く「名が広まるのは秘密組織として二流の証」とのこと。
複数のグループで構成されており、それぞれA～Eのランク付けがされている。幹部＞A級（管理官）＞B級（管理官候補）＞C級（精鋭部隊）＞D級（実行部隊）＞E級（アルバイト扱い）。組には名前がつけられており、日本支部3号ではシュバインによってつけられる。任務の達成や年に2回ある昇級試験でポイントを稼ぐとランクがアップする。それぞれの級の給料はわかっていないが、B級の給料はD級の4倍になるらしい。日本支部3号アジトは温泉旅館の地下にある。
サングラス組
第1話でリリエンタールを狙った実行部隊のグループ。D級。名前がつけられる際には「ぐらさんず（シュバインの一押しらしい）」「色メガネトリオ」等の候補があった。アキラとジョーとケンジの3名で構成され、一番年下だが組織に入るのが他の2人よりも半年早かったアキラがリーダー。
全員がサングラスで、ジョーとケンジは風呂の中でもかけている。アキラは第1話でサングラスを落としてから後、サングラスをかけていなかったが、首領との戦いに現れたときにはかけていた。
エリート組
組織で優秀とされるグループ。B級。ピエトロと龍之介の2名で構成され、リーダーがどちらかは不明。（親が組織の偉い人等）出自が良いからではなく、実力でエリートらしい。別名「ボンボン組」（ぼっちゃん育ちであるのが理由らしい）。
アキラに監視カメラを潜ませスーパーうちゅうねこの存在を発見、報告するもシュバインにはその手段を選ばない行動を咎められる。リリエンタールを狙って日野家を襲う首領に協力するが、それは表向きで、実はシュバインの指令で本部の動向を探っていた。
紳士組
元ヨーロッパ支部所属で作中（登場時）では日本支部に属するグループ。日本支部3号アジトのB級～C級フロアにいることを「なぜか紳士組もここにいる」と表現されていることから、D級だろうと思われる。ウィルバーとローライズ・ロンリー・ロン毛の2名で構成され、リーダーはウィルバー。
ヨーロッパ支部時代、成績は常に最下位だったが難関と言われた任務をこなした実績もあり、掴みどころのないグループとされている。彼らだけ年齢が明かされないのも謎。
神堂組
組織の特別技術顧問。神堂令一郎とオリガの二名。ランクは不明だが、シュバインと対等な口をきいているのでA級（か外部協力者扱いでランク無し）と思われる。
組織には提供した技術を散々悪用されるなど、過去に色々あったらしい。オリガから組織の上層部の情報を流させていたり、構成員用の端末に発信器を仕込むなど、組織を独自の立場で監視しているともいえる。
ちょんまげ騎士（ちょんまげナイト）
昼11時～放送のテレビ番組。アニメか実写かは不明（読切版では「時代劇」と言われていたので実写と思われる）。リリエンタールが言葉の勉強を兼ねて、いつも兄と一緒に見ている。ファンタジー風の剣と魔法の世界が舞台で、王国の騎士である強くて礼儀正しくかっこいい主人公「吉良・ライトニング・光彦」が、国の危機を救ったり王様の困りごとを解決したりするパターン。
はすのべ市
作中の舞台。日野家はこの市のにわさき町3丁目にある。

### 作中での十二星座
作中の十二星座は実際に存在しない星座（おおかみ座やくじら座のように実在する星座もある。）である（作中の十二星座の設定は葦原の次回作『ワールドトリガー』にも使われている。）。
| 日付                | 作中の十二星座 | 実際の十二星座 |
| ------------------- | -------------- | -------------- |
| 3月21日 - 4月19日   | はやぶさ座     | おひつじ座     |
| 4月20日 - 5月20日   | ねこ座         | おうし座       |
| 5月21日 - 6月21日   | うさぎ座       | ふたご座       |
| 6月22日 - 7月22日   | つるぎ座       | かに座         |
| 7月23日 - 8月22日   | ぺんぎん座     | しし座         |
| 8月23日 - 9月22日   | おおかみ座     | おとめ座       |
| 9月23日 - 10月23日  | みかづき座     | てんびん座     |
| 10月24日 - 11月22日 | とけい座       | さそり座       |
| 11月24日 - 12月21日 | くじら座       | いて座         |
| 12月22日 - 1月19日  | かぎ座         | やぎ座         |
| 1月20日 - 2月18日   | かえる座       | みずがめ座     |
| 2月19日 - 3月20日   | みつばち座     | うお座         |

## 読み切り版
『週刊少年ジャンプ』2008年51号に掲載。コミックス3巻収録。掲載時の扉のアオリは「リリエンタールは賢い犬（けん）、すなわち賢い犬（いぬ）である！」だった。事件の過程や結末は異なるが、連載版でウィルバーが正式に登場する回・第11話-第13話（副題『賢い犬リリエンタールと紳士ウィルバー①～③』）の原型となった話でもある。家族を救うために奮闘するリリエンタールが主に描かれ、そのひたむきな姿を見てウィルバーが態度を改め、最終的にリリエンタールとの協力関係に至るという点は共通している。

### 連載版との主な設定との相違点
- リリエンタールのデザインがわずかに異なっている（眉毛が浮いておらず二重線で描かれる、鼻から口に伸びる線がある）。てつこの前髪も、七三のように垂らす形ではなく真ん中分けである。
- リリエンタールはあくまで犬であり、人の心に反応した時には身体が光って不思議な現象が起きる等の設定は存在しない。その賢さは「人間並みの知能を持つかもしれない」とだけ表現されている。
- 兄ではなくてつこがさらわれている。
- 黒服の組織の存在が明確にされていない。ウィルバーは、リリエンタールが日野家に来る前にいた研究所の人間と大金で取り引きし、RD-1を狙うという流れになっている。
- リリエンタールの年齢の設定は、5歳。

## 単行本
1. 賢い犬リリエンタール　2010年2月4日 ISBN 978-4-08-870004-5　※1巻のみ440円
2. 賢い犬リリエンタールと紳士ウィルバー　2010年4月2日 ISBN 978-4-08-870029-8
3. 賢い犬リリエンタールとフライヤー号　2010年7月2日 ISBN 978-4-08-870054-0　※併録:賢い犬リリエンタール（読切版）
4. 賢い犬リリエンタールとみんなのいえ　2010年8月4日 ISBN 978-4-08-870091-5
  - 本誌掲載時で描かれなかったシュバインが組織支部のトップに任命される経緯やてつこの卒業式などのエピソードが追加された。

## 担当編集者
- 服部・ジャン＝バティスト・哲（単行本スタッフ紹介より）。